# Keith Claudius Mitchell

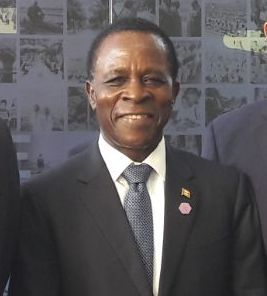
Keith Claudius Mitchell

Keith Claudius Mitchell (* 12. November 1946 in Happy Hill, Parish Saint George, Grenada) war von 1995 bis 2008 und von 2013 bis 2022 erneut Premierminister von Grenada.
Seine Partei ist die New National Party (NNP).

## Biografie
The Rt. Hon. Keith C. Mitchell, Sohn von Dowlyn und Catherine Mitchell, absolvierte die Grundschulzeit an der „Happy Hill Roman Catholic School“ und der „J.W. Fletcher Memorial School“. Seine weiterführende Schulausbildung erfolgte am Presentation Brothers College. Er studierte von 1967 bis 1971 Mathematik und Chemie am Campus in West Hill (Barbados) der Westindischen Universität und graduierte zum Bachelor of Science, gefolgt von einem Aufbaustudium der Mathematik an der Howard University ab 1973, das er 1975 mit dem Mastergrad abschloss. Zwischenzeitlich unterrichtete er von 1972 bis 1973 auch am „Presentation Brothers College“. Unmittelbar nach seinem Howard-Studium absolvierte er ein weiteres Studium an der American University zur Erlangung des Doktorats für Mathematik und Statistik (1979). Bereits seit 1977 hatte er an der Howard University den Lehrstuhl für Mathematik, den er bis 1983 innehatte.
Mitchell ist verheiratet und hat einen Sohn.

## Politische Ämter und Aufgaben
Mitchell war auch als qualifizierter Berater mehrerer US-Ministerien und privater Vereinigungen in den Vereinigten Staaten tätig, bevor er wieder nach Grenada zurückkehrte, wo er 1984 für den Wahlkreis „St. George North West“ als Parlamentsmitglied in das Repräsentantenhaus einkehrte, dem er 20 Jahre lang angehörte. Er war von 1988 bis 1989 Minister für Kommunikation, Arbeit, Öffentliche Einrichtungen, Genossenschaftswesen, Frauenangelegenheiten und Zivilluftfahrt der NNP. Mit dem Rückfall der NNP in die Oppositionsrolle wurde er 1989 zum Parteivorsitzenden bestimmt und verhalf der Partei 1995 zum Wahlsieg.
Am 22. Juni 1995 wurde er erstmals Premierminister Grenadas und zuständiger Minister für die Bereiche Nationale Sicherheit, Mobilmachung, Carriacou- und Petit-Martinique-Angelegenheiten, Finanzen, Handel, Industrie und Planung, Informationswesen und Auslandsangelegenheiten. 1999 gewann die NNP erneut, dieses Mal in allen 15 Wahlkreisen. In Fortführung seines Amtes als Premierminister war er in dieser Legislaturperiode zunächst für die Bereiche Nationale Sicherheit, Finanzen, Handel, Industrie und Planung und Information zuständig, später für Nationale Sicherheit und Information zuständig.
Mit dem dritten Parlamentseinzug als Regierungspartei in Folge wurde Mitchell erneut Premierminister und war nun für Nationale Sicherheit, Entwicklung der menschlichen Arbeitskräfte, Information, Informations- und Kommunikationstechnologie, Wirtschaft, Privatwirtschafts- und Jugendentwicklung verantwortlich. Ferner war er seit Juli 1995 für Wissenschaft, Technologie die Entwicklung der menschlichen Arbeitskräfte für die Caribbean Community and Common Market (CARICOM) verantwortlich.
Nach der Niederlage seiner NNP gegen die bisherige Oppositionspartei New Democratic Party bei den Wahlen zum Repräsentantenhaus am 8. Juli 2008 verlor er sein Amt als Premierminister an den Vorsitzenden der NDC, Tillman Thomas.
Nach dem Wahlsieg der NNP vom 19. Februar 2013 wurde er am 20. Februar 2013 erneut Premierminister. Nach der Niederlage bei den Parlamentswahlen 2022 wurde er von Dickon Mitchell von der NDC abgelöst.

## Weitere Ämter und Funktionen
Mitchell war von Januar 1998 bis Dezember 2004 Vorsitzender der CARICOM, von Mai 1997 bis Mai 1998 Vorstand des Direktoriums der Caribbean Development Bank, von 1996 bis 1997 Vorsitzender des Verwaltungsrats der Gemeinschaft der karibischen Staaten, von Mai 2000 bis Januar 2002 Vorsitzender der Organisation Ostkaribischer Staaten sowie von April 2001 bis März 2002 Vorsitzender des Regional Security Systems.
Seit 1964 ist er aktiver Cricket-Sportler und setzt sich heute sehr für diesen Sport ein. Unter anderem ist er Vorstand des premierministriellen Cricket-Unterkomitees der CARICOM.